# حمد الجوعان
حمد عبد الله محمد الصالح الجوعان (1947 - 15 مايو 2016)، محامي ونائب سابق في مجلس الأمة الكويتي.

## سيرته البرلمانية
شارك في انتخابات مجلس الأمة الكويتي 1985 في الدائرة الثانية، وحصل على المركز الثاني برصيد 545 صوت وفاز بالانتخابات، وشارك في انتخابات مجلس الأمة الكويتي 1992 في الدائرة الثانية، وحصل على المركز الأول برصيد 681 صوت وفاز بالانتخابات.

## السيرة الذاتية
أول مدير عام للتأمينات الاجتماعية ، وتولى المنصب منذ انشائها لغاية بداية الثمانينيات من القرن الماضي ، وهو خريج ليسانس حقوق من القاهرة عام 1970 ، واصبح وكيل مساعد للشؤون القانونية بديوان الموظفين عام 1973 ، ثم وكيل مساعد للتخطيط الوظيفي عام 1976 ، وبعدها كُلف  في إدارةَ للتأمينات الاجتماعية ، كما أسهم في إعداد قانون لها ، كما كان عضو مجلس الأمة السادس عام 1985 ، فقد تم انتخابه رئيسا للجنة الشؤون التشريعية والقانونية بمجلس الأمة 1992 من دور الانعقاد العادي الأول والثاني والثالث والرابع. وهو عضو في مكتب المجلس لعام 1992 استنادا إلى نص المادة 32 من اللائحة الداخلية للمجلس التي تنص على أن يتكون مكتب المجلس من الرئيس ونائب الرئيس وأمين السر والمراقب ويضم إليهم رئيس كل من لجنة الشؤون التشريعية والقانونية ولجنة الشؤون المالية والاقتصادية بمجرد انتخابها.
كان رئيس لجنة العرائض والشكاوى بعد استقالة رئيسها السابق تركي العازمي وذلك من دور الانعقاد العادي الثاني 1994.

## محاولة اغتياله
في 28 فبراير 1991، جرت محاولة اغتياله أمام منزله حيث لم تكن دولة الكويت قد تعافت بعد من آثار ومضاعفات الغزو العراقي، قام الجاني بإطلاق النار عليه عن بعد ثلاثون سينتمتر من سلاح كاتم للصوت لدى فتحه باب منزله، وأصيب في النخاع الشوكي، وأصبح مقعداً حتى وفاته، وفي مقابلة تلفزيونية مع جريدة القبس الكويتية قال «لو كنت أعرف اسم قاتلي لنطقت به من زمان، ولكن لدي معلومة ولكم الحكم، وبعد محاولة اغتيالي بأربعين دقيقة ورد اتصال للدكتور أحمد الخطيب بلندن، وقالوا له: خلصنا من الجوعان والدور عليك!»

## وفاته
توفي النائب السابق حمد الجوعان في تاريخ 15 مايو 2016 بعد معاناة طويلة مع المرض.